# Rêves de famille
Pour plus de détails, voir Fiche technique et Distribution.
Rêves de famille (My Family) est un film américain réalisé par Gregory Nava, sorti en 1995.

## Fiche technique
- Titre original : My Family
- Réalisation : Gregory Nava
- Scénario : Gregory Nava et Anna Thomas
- Photographie : Edward Lachman
- Musique : Mark McKenzie
- Pays d'origine : États-Unis
- Genre : drame
- Durée : 128 minutes
- Date de sortie : 1995

## Distribution
- Edward James Olmos (VQ : Luis de Cespedes) : Paco
- Jimmy Smits (VQ : Alain Zouvi) : Jimmy
- Esai Morales (VQ : Gilbert Lachance) : Chucho
- Elpidia Carrillo : Isabel Magaña
- Rafael Cortes : Roberto
- Ivette Reina : Trini
- Amelia Zapata : La petite amie de Roberto
- Jacob Vargas : Jeune José
- Jennifer Lopez (VQ : Louise Choinière) : Jeune Maria
- Thomas Rosales Jr. : Le Batelier
- Constance Marie (VQ : Nathalie Coupal) : Toni
- Benito Martinez : Jeune Paco
- Bart Johnson : Jeune officier
- Scott Bakula : David Ronconi
- Lupe Ontiveros : Irene
- Mary Steenburgen : Gloria
- Emilio Rivera : Tamalito
- Dedee Pfeiffer : Karen Gillespie
- Bruce Gray : Mr. Gillespie

 Source : version québécoise (VQ) sur Doublage.qc.ca